# Ayaka Umeda
Ayaka Umeda (梅田彩佳, Fukuoka, 3 de Janeiro de 1989) é uma cantora japonesa, membro do grupo musical AKB48.